# Collegio di Leeds South
Leeds South è un collegio elettorale inglese della Camera dei comuni del Parlamento del Regno Unito, situato nel West Yorkshire, nella regione dello Yorkshire e Humber. Elegge un membro del Parlamento con il sistema maggioritario a turno unico. Il rappresentante del collegio dal 2024 è il laburista Hilary Benn.

## Estensione
- 1885-1918: i ward del borgo municipale di Leeds di East Hunslet, South, West Hunslet e parte di Bramley.
- 1918-1950: i ward del County Borough of Leeds di Holbeck, West Hunslet e parte di New Wortley.
- 1950-1951: i ward del County Borough of Leeds di Beeston, Holbeck South, Hunslet Carr and Middleton e West Hunslet.
- 1951-1974: i ward del County Borough of Leeds di Beeston, Holbeck, Hunslet Carr e Middleton.
- 1974-1983: i ward del County Borough of Leeds di Beeston, East Hunslet, Holbeck, Middleton e West Hunslet.
- dal 2024: i ward della Città di Leeds di Beeston and Holbeck; Burmantofts and Richmond Hill; Hunslet and Riverside; Middleton Park e Temple Newsam (distretti elettorali TNA, TND, TNE, TNH, TNI, TNJ, TNK e TNL).[1]

## Membri del Parlamento
| Elezione | Elezione            | Deputato           | Partito            |
| -------- | ------------------- | ------------------ | ------------------ |
|          | 1885                | Sir Lyon Playfair  | Liberale           |
| 1892     | John Lawson Walton  |                    | Liberale           |
| 1908 (S) | William Middlebrook |                    | Liberale           |
|          | 1922                | Henry Charleton    | Laburista          |
|          | 1931                | Noel Whiteside     | Conservatore       |
|          | 1935                | Henry Charleton    | Laburista          |
| 1945     | Hugh Gaitskell      |                    | Laburista          |
| 1963 (S) | Merlyn Rees         |                    | Laburista          |
|          | 1983                | Collegio abolito   | Collegio abolito   |
|          | 2024                | Collegio ri-creato | Collegio ri-creato |
|          | 2024                | Hilary Benn        | Laburista          |

## Risultati elettorali

### Elezioni negli anni 2020
| Partito                    | Partito                                      | Candidato                  | Risultati 4 luglio 2024 | Risultati 4 luglio 2024 |
| Partito                    | Partito                                      | Candidato                  | Voti                    | %                       |
| -------------------------- | -------------------------------------------- | -------------------------- | ----------------------- | ----------------------- |
|                            | Laburista                                    | Hilary Benn                | 17 117                  | 54,03                   |
|                            | Verdi                                        | Ed Carlisle                | 5 838                   | 18,43                   |
|                            | Conservatore                                 | Karen Cooksley             | 4 172                   | 13,17                   |
|                            | Social Democratico                           | Daniel Whetstone           | 1 874                   | 5,92                    |
|                            | Lib Dem                                      | George Sykes               | 1 340                   | 4,23                    |
|                            | Workers                                      | Muhammad Azeem             | 719                     | 2,27                    |
|                            | Popoli Cristiani                             | Janet Bickerdike           | 341                     | 1,08                    |
|                            | Indipendente                                 | Niko Omilana               | 277                     | 0,87                    |
|                            |                                              |                            |                         |                         |
| Iscritti                   | Iscritti                                     | Iscritti                   | 75 953                  | 100,00                  |
| ↳ Votanti (% su iscritti)  | ↳ Votanti (% su iscritti)                    | ↳ Votanti (% su iscritti)  | 31 678                  | 41,71                   |
| ↳ Astenuti (% su iscritti) | ↳ Astenuti (% su iscritti)                   | ↳ Astenuti (% su iscritti) | 44 275                  | 58,29                   |
|                            |                                              |                            |                         |                         |
|                            | Esito: collegio a Laburista (nuovo collegio) |                            |                         |                         |